# チアー・ダウン
チアー・ダウン（Cheer Down）とは、1989年8月24日に発売されたジョージ・ハリスン（George Harrison）の楽曲である。

## 概要
トラヴェリング・ウィルベリーズでジョージと活動を共にしていたトム・ペティが作詞に協力。1989年7月公開の映画『リーサル・ウェポン2/炎の約束』のサウンドトラックに提供され、8月にシングルとしてリリースされた後、ベスト・アルバム『ダーク・ホース 1976-1989』にも収録された。イギリス盤シングルは『ダーク・ホース 1976-1989』からのシングル・カットという形で発売され、B面曲も異なる。
なお、本作はジョージ・ハリスンの生前最後のシングルとなった(プアー・リトル・ガールは日本限定リリース)。

## 収録曲
アメリカ盤・日本盤
- チアー・ダウン - Cheer Down
- ザッツ・ホワット・イット・テイクス - That's What It Takes

イギリス盤
- チアー・ダウン - Cheer Down
- プアー・リトル・ガール - Poor Little Girl

12インチ・シングル
- チアー・ダウン - Cheer Down
- プアー・リトル・ガール - Poor Little Girl
- 人生の夜明け - Crackerbox Palace